# Chémery-sur-Bar

Chémery-sur-Bar este o comună în departamentul Ardennes din nordul Franței. În 1 ianuarie 2018 avea o populație de 441 de locuitori.